# André Clapasson
André Clapasson, dit « Clapasson le cadet », est un littérateur et homme de loi français, né à Lyon le 13 janvier 1708 et mort dans la même ville le 22 avril 1770. Sous le pseudonyme de Paul Rivière de Brinais, il est l'auteur en 1740 d'une Description de la ville de Lyon avec des recherches sur les hommes célèbres qu'elle a produits, principale source pour l'étude des monuments de Lyon et des œuvres d'art qu'ils renferment au deuxième quart du 18e siècle.

## Biographie
André Clapasson appartient à une famille d'officiers royaux, son père originaire de Bourg-Argental dans le département voisin de la Loire, étant lui-même receveur général des domaines et bois de la province. Sa mère, Isabeau de Mayol, est la sœur de François de Mayol, secrétaire du roi, trésorier de France à Lyon, président du bureau des finances et chevalier. André fait ses études chez les Jésuites de Lyon puis poursuit en droit à l'université de Valence. Aucun portrait du personnage n'est connu et c'est son éloge funèbre du 4 décembre suivant sa disparition qui permet de connaître les éléments de sa vie, son désintérêt pour le droit, la « délicatesse de sa santé » et de profondes connaissances dans la « culture des Beaux Arts ». Il possède un important domaine de plus de 50 hectares à Chaponost, non loin de Lyon, tandis qu'il vit en ville, rue Juiverie, puis après 1750 sur la prestigieuse et centrale place Bellecour. Il est reçu à l'Académie de Lyon en même temps que l'architecte Jacques-Germain Soufflot en 1738, institution auprès de laquelle il présente son ouvrage principal en janvier 1739 et le choix de le faire sous un pseudonyme doit être interprété comme une marque de discrétion. Si le seul texte publié dont il est l'auteur est sa célèbre description de Lyon, nombre de ses travaux sont inédits, dont des études consacrées à la peinture, l'architecture, l'histoire et l'archéologie. Décédé place Bellecour le 22 avril 1770, il est inhumé le lendemain au cimetière d'Ainay.

## Œuvres
- André Clapasson (pseudonyme Paul Rivière de Brinais), Description de la ville de Lyon : avec des recherches sur les hommes célèbres qu'elle a produits, Lyon, imprimerie Aimé Delaroche, 1741, 283 p., in-8° (lire en ligne)